# Wolfram Meyer
Wolfram Meyer (* 27. Dezember 1931 in Karlsruhe; † 13. Juni 2000) war ein deutscher Politiker (CDU).
Meyer studierte Wirtschaftswissenschaften, war Diplom-Handelslehrer und leitete die Ludwig-Erhard-Schule in Karlsruhe. Er war von 1965 bis 1994 Mitglied des Karlsruher Stadtrats. Ab 1978 war er stellvertretender Vorsitzender der CDU-Stadtratsfraktion. Von 1984 bis 1996 saß Meyer im Landtag von Baden-Württemberg. Er wurde bei allen drei Wahlen jeweils im Landtagswahlkreis Karlsruhe II direkt gewählt.

## Weitere Ämter
Wolfram Meyer war unter anderem Mitglied des Regionalverbandes Mittlerer Oberrhein, des Verwaltungsrats des Badischen Staatstheaters, Vorstandsmitglied des St.-Vincentius-Vereins Karlsruhe, Verwaltungsratsmitglied der Sparkasse Karlsruhe und Aufsichtsratsmitglied der Karlsruher Kongress- und Ausstellungsgesellschaft. 18 Jahre lang war er Vorsitzender des Bürgervereins Weiherfeld-Dammerstock.

## Ehrungen
1996 wurde er mit dem Bundesverdienstkreuz 1. Klasse geehrt. 1990 erhielt er die Ehrenmedaille der Stadt Karlsruhe.